# Kabil nyelv
A kabil (kabilul Ṯaqbayliṯ, taqbaylit, kiejtve /ˌθaq.βajˈliθ/) berber nyelv, amelyet a kabil nép beszél.

## Elterjedése
1995-ben mintegy 7,123 millióan beszélték anyanyelvükként , a legtöbben, 4,5 millióan Algériában. Jelentős kivándorolt kabil közösségek élnek Franciaországban és Belgiumban.

## Története
A kabil a 20. század előtt is rendelkezett írásbeliséggel, ám csak a legutóbbi évtizedekben kezdett gyorsabban gyarapodni a nyomtatott kabil irodalom. Ismert Si Mohand (Si Mohand ou-Mhand n At Hmadouch) költő neve, aki eredetileg a szóbeli irodalom művelője volt.